# Medaglia interalleata della vittoria (Belgio)
La medaglia interalleata della vittoria in Belgio fu istituita con decreto reale del 14 luglio 1919 per ricompensare tutti coloro, sia militari che civili, che avevano prestato servizio nelle forze armate belghe schierate tra il primo agosto 1914 e l'11 novembre 1918.
Con successivi decreti la sua attribuzione fu estesa a varie altre categorie di persone, come per esempio a coloro che avevano partecipato alle campagne d'Africa del 1914-1917 (ai quali fu inoltre conferita la medaglia commemorativa delle campagne d'Africa), a determinate condizioni ai membri della marina mercantile, ai pescatori belgi, ecc.
Viene portata subito dopo la medaglia dell'Yser.
Il disegnatore fu Paul DuBois, furono emesse tra le 300.000 e le 350.000 medaglie, prodotte negli Estabilisements Jules Fonson e forse in altre fabbriche.

## Descrizione della versione ufficiale
Diritto
Vittoria alata in piedi su un globo, con le ali spiegate, che tiene nella mano sinistra una corona di alloro e nella mano destra una spada.
Rovescio
Al centro il piccolo stemma del Belgio circondato da una corona di alloro con attorno gli emblemi delle nove nazioni alleate: (in senso orario) Terza Repubblica francese, Stati Uniti d'America, Impero giapponese, Regno di Grecia, Brasile, Serbia, Portogallo, Regno d'Italia e Regno Unito.
Sul bordo il testo bilingue: